# دورحسن‌لی (اورتاکوی)
دورحسن‌لی (به ترکی استانبولی: Durhasanlı) یک منطقهٔ مسکونی در ترکیه است که در اورتاکوی (آق‌سرای) واقع شده‌است.